# Roberto Casalbuoni
Roberto Casalbuoni (Firenze, 21 settembre 1942) è un fisico teorico italiano.
Si è sempre occupato di fisica delle particelle elementari, con lavori sulla cromodinamica quantistica e sulla fisica delle interazioni deboli con particolare interesse al problema della rottura spontanea della simmetria elettro-debole.

## Attività accademica
Roberto Casalbuoni, dopo la laurea in fisica nel 1969 sotto la supervisione di Raoul Gatto con una tesi sull'algebra delle correnti, è diventato ricercatore dell'Istituto nazionale di fisica nucleare (INFN) dal 1971 sino al 1987 presso la sezione INFN di Firenze. È stato direttore della sezione dal 1981 sino al 1987, anno in cui è passato all'università in qualità di professore di prima fascia. È stato dal 1987 al 1990 all'Università di Lecce e dal 1990 è stato chiamato a Firenze sino al momento del pensionamento nel 2012. È stato direttore del dipartimento di Fisica dell'Università di Firenze dal 1994 al 1997 e preside della facoltà di Scienze Matematiche Fisiche e Naturali della stessa università dal 1999 al 2002 e nel 2007 ha fatto parte del consiglio di amministrazione. È stato nominato professore emerito nel 2014.
Dal 2000 è presidente della Fondazione Angelo Della Riccia con sede a Firenze e in Svizzera. Questa istituzione elargisce, a giovani italiani studiosi di microfisica, borse di studio per periodi di studio e ricerca all'estero. Dal 2005 al 2011 è stato vice-coordinatore del Galileo Galilei Institute for Theoretical Physics, un istituto congiunto tra Università di Firenze e INFN, situato sulla collina di Arcetri nei locali dell'Istituto A. Garbasso. Tiene un corso sui fondamenti e concetti della fisica contemporanea nel'ambito della laurea magistrale in Logica Filosofia e Storia della scienza della Scuola di Studi Umanistici e della Formazione.

## Attività scientifica
In seguito al suo primo viaggio negli Stati Uniti del 1973 inizia ad occuparsi dell'integrale sui cammini (path integral formulation) con particolare riferimento alle teorie di campo per i fermioni. Da questi studi discendono la formulazione delle teorie di sistemi descrivibili con variabili classiche e variabili anticommutanti (variabili di Grassmann) e il modello della particella supersimmetrica che rappresenta l'analogo puntiforme della stringa supersimmetrica.
Casalbuoni si è occupato di fisica delle interazioni deboli investigando modelli alternativi al modello standard, in relazione al problema della rottura della simmetria elettro-debole. I suoi interessi si sono rivolti anche al campo della cromodinamica quantistica (QCD) a temperatura e densità finita. In questo contesto, nel 1989, assieme ai suoi collaboratori ha formulato l'ipotesi dell'esistenza di un punto tricritico nel diagramma di fase in temperatura e potenziale chimico di QCD. In questo stesso contesto nel 1999, in collaborazione con Raoul Gatto, ha formulato una lagrangiana effettiva per i bosoni di Goldstone della cosiddetta fase color flavor locking. Su questi argomenti Casalbuoni ha contribuito con oltre 200 articoli pubblicati su riviste internazionali.
Casalbuoni ha trascorso numerosi periodi di studio e di ricerca presso istituzioni quali la Johns Hopkins University di Baltimora, lo Stanford Linear Accelerator Center a Palo Alto in California, il CERN, l'Università di Ginevra e il Laboratorio DESY di Amburgo.
Ha partecipato a vari gruppi di studio sugli acceleratori: LEP nel 1989; LHC nel 1990; LEP 2 nel 1996; futuri acceleratori lineari dal 1991 al 1998 nonché a un gruppo di studio su un possibile acceleratore di muoni nel 1998.
Fa parte della Society of Scholars della Johns Hopkins University.

## Divulgazione scientifica
Roberto Casalbuoni si è avvicinato alla divulgazione scientifica negli anni '90 con numerose conferenze presso le scuole della Toscana anche nell'ambito di manifestazioni quali la Settimana della Cultura Scientifica e Pianeta Galileo.
Dal 1999 è nel comitato tecnico-scientifico per la diffusione della cultura scientifica nelle scuole toscane, iniziativa della Regione Toscana. Fa anche parte dell'analogo comitato di Pianeta Galileo, altra iniziativa della Regione Toscana indirizzata alla scuole medie superiori.
È stato presidente di OpenLab, una istituzione di divulgazione scientifica dell'Università di Firenze, dal 2006 al 2012. Dal 2013 è presidente di Terza Cultura, uno spin-off dell'Università di Firenze per la divulgazione scientifica.
Nel 2013 ha pubblicato un libro divulgativo dal titolo La ricerca del bosone di Higgs sul cammino che ha condotto dalla prima evidenza della radioattività da parte di Antoine Henri Becquerel all'annuncio della scoperta del bosone di Higgs.

## Pubblicazioni principali
- La ricerca del bosone di Higgs, Firenze University Press, 2013, ISBN 978-88-6655-424-0